# Cyanallagma gaianii
Cyanallagma gaianii är en trollsländeart som beskrevs av De Marmels 1997. Cyanallagma gaianii ingår i släktet Cyanallagma och familjen dammflicksländor. Inga underarter finns listade i Catalogue of Life.